# Cyperus rupicola
Cyperus rupicola är en halvgräsart som beskrevs av Stanley Thatcher Blake. Cyperus rupicola ingår i släktet papyrusar, och familjen halvgräs. Inga underarter finns listade i Catalogue of Life.